# بازار وكيل كرمان
بازار وكيل كرمان هي بازار تاريخية تعود إلى عصر القاجاريون، وتقع في كرمان.